# 1943
Évszázadok: 19. század – 20. század – 21. század
Évtizedek: 1890-es évek – 1900-as évek – 1910-es évek – 1920-as évek – 1930-as évek – 1940-es évek – 1950-es évek – 1960-as évek – 1970-es évek – 1980-as évek – 1990-es évek
Évek: 1938 – 1939 – 1940 – 1941 –  1942 – 1943 – 1944 – 1945 – 1946 – 1947 – 1948

## Események

### Január
- január 1–3. – A keleti fronton a szovjetek támadást indítanak a térség északi részén harcoló német erők bekerítésére.
- január 10. – A szovjet Doni Front megkezdi a Sztálingrádnál bekerített csapatok felszámolását.
- január 12. – A tüzérségi előkészítést követően – 10.30-kor hadosztálynyi erővel – megindul a Vörös Hadsereg támadása Urivnál.
- január 13. – A magyar főparancsnokság összevonja a rendelkezésére álló tartalékokat és ellentámadást indít; a nap végére sikerül elérni az előző napon elvesztett állásokat.
- január 14. – Az urivi hídfőnél áttört szovjet csapatok a betörés helyét 40 km széles és 20 km mély réssé tágítják.
- január 14–26. – Winston Churchill és Franklin D. Roosevelt Casablancában tárgyal, és elhatározzák az olaszországi partraszállást.[1]
- január 15. – A Lengyel Munkáspárt KB nyílt levélben fordul az emigráns kormány lengyelországi képviseletéhez, melyben Nemzeti Harci Front létrehozására tesz javaslatot.[2]
- január 16. – 20.30-kor a magyar 2. hadsereg parancsnoksága kiadja a parancsot, miszerint – a visszavonulás biztosítása, valamint a szovjet támadás lassítása érdekében – Osztrogozsszkot minden körülmények közt tartani kell. A szovjetek megsemmisítik a miskolci 13. gyalogezredet, az egység nagy része elesik, kisebbik része fogságba kerül.
- január 18.
  - A szovjet csapatok áttörik Leningrád blokádját.
  - Podszerednyeje és Ilovszkoje térségében a bekerítő hadmozdulatot végző szovjet csapatok tűzösszeköttetést létesítenek egymással.
  - K. Sz. Moszkalenko tábornok jelentős erőket csoportosít át Osztrgozsszk bevételére, így az 1. páncéloshadosztály vissza tudja foglalni az időközben elesett Alekszejevkát, s a bekerítésből kivezető út 21-éig nyitva marad.
  - A Magyar 2. hadsereg leharcolt részei számára az Oszkol-völgyben jelölnek ki gyülekezőhelyet.
- január 19. – A fellépő krónikus lőszerhiány miatt mind Osztrogozsszk, mind Ilovszkoje védői a kitörnek. A repülő csoportnak sikerül rést ütni a várost körülvevő gyűrűn, s azt áttörniük. A kitörést vezető Csukás Kálmán vezérkari alezredes hősi halált hal. A megmaradt csapatok visszahúzódva Heppes Aladár százados vezetése alatt újra körvédelemre rendezkedik be.
- január 20. – Vargyassy Gyula vezérőrnagy az Oszkol völgyében gyülekező erőkből harccsoport alakítására és Bugyennij védelmére kap parancsot. A szovjet hadvezetés megkezdi a voronyezs-kasztornojei hadművelet előkészítését, amely 23-án veszi kezdetét.
- január 21. – A szovjet csapatok Oszkol völgyét támadják.
- január 23. – Az angolok elfoglalják Tripolit.
- január 24.
  - A németek kiüríttetik a voronyezsi hídfőt.
  - Franklin Delano Roosevelt amerikai elnök és Winston Churchill brit miniszterelnök casablancai találkozója
- január 25. – A szovjet csapatok bevonulnak Voronyezsbe.
- január 27.
  - Megsemmisül a magyar 3. gyalogezred.
  - Amerikai B-17-esek első légitámadása németországi célpontok (Wilhelmshaven) ellen.
- január 29. – A szovjet csapatok beveszik Kasztornojét, de nem sikerül harapófogóba zárniuk a teljes német 2. hadsereget.
- január 30.
  - A lemondott Raeder helyett Dönitz lesz a német haditengerészet új főparancsnoka.
  - Vichy-Franciaországban létrehozzák a paramilitáris Francia Milíciát (Milice française).[3]
- január 31. – Seydlitz tábornok kapitulál Sztálingrádban.

### Február
- február 1.
  - Stomm Marcel vezérőrnagy ‑ miután többszöri utánpótlási kérelmét a német vezetés elutasítja ‑ feloszlatja hadtestet.
  - Paulus tábornagy fogságba esik.
- február 2.
  - A németek nem engedélyezik a magyar alakulatok számára az utak használatát, ezért Gorsecsnojéig ‑ az úttal párhuzamosan – a magas hóban, onnantól Sztarij Oszkolig a vasúti töltésen – erős partizántámadások közepette – viszik végbe a visszavonulást.
  - Friedrich Paulus tábornagy 6. német hadseregének utolsó erői is kapitulálnak Sztálingrádnál. Amerikai katonák Guadalcanal szigetén

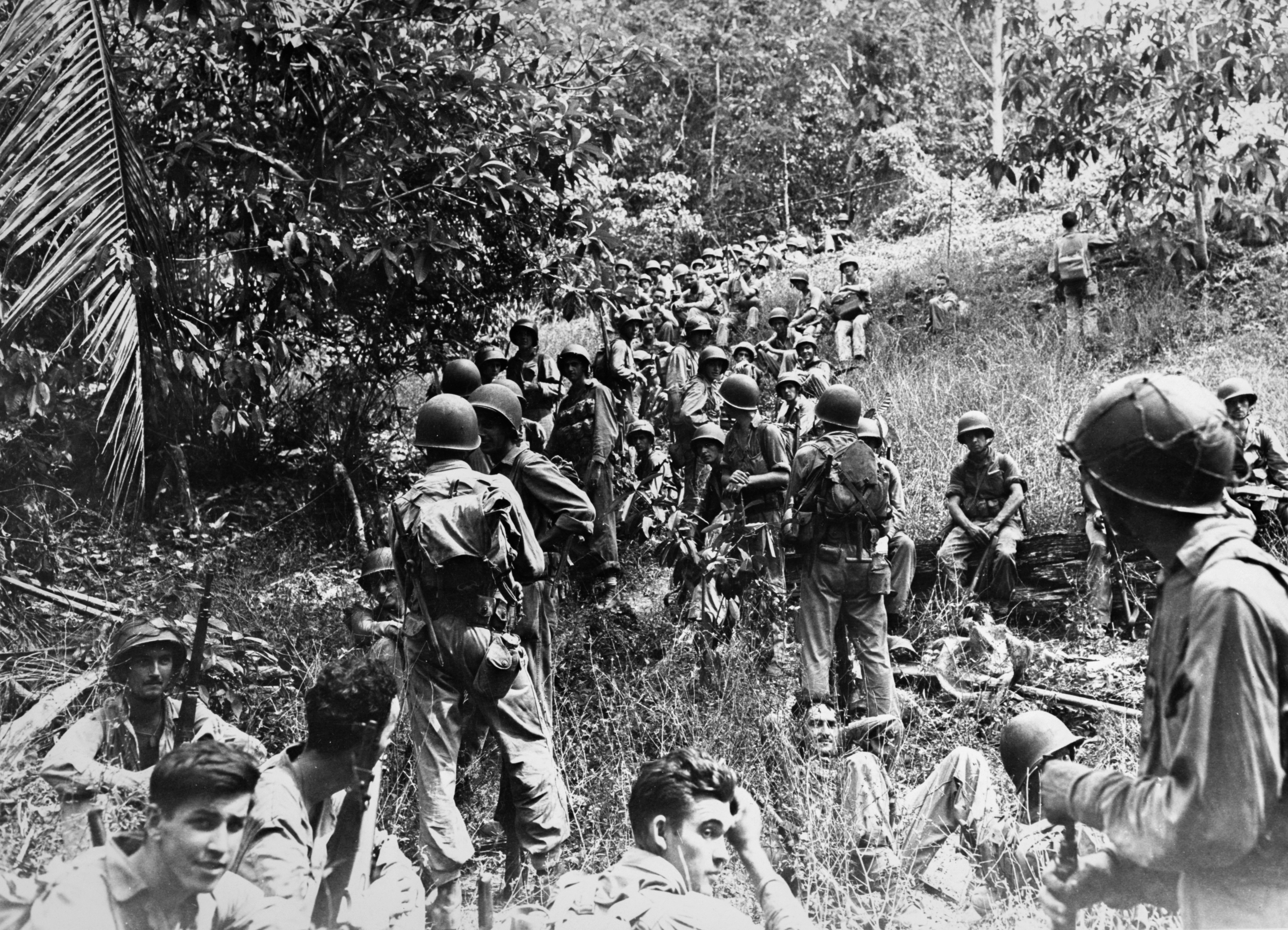
Amerikai katonák Guadalcanal szigetén

- február 3. – Németországban 4 napos nemzeti gyászt rendelnek el.
- február 4. – A III. hadtest maradványai sikeresen befejezik visszavonulásukat.
- február 5. – Szovjet csapatok beveszik Sztarij Oszkol városát.
- február 7. – Szent-Györgyi Albert Isztambulban az angol kormány megbízottaival tárgyal Magyarország átállásáról.
- február 8. – Szovjet csapatok beveszik Kurszk városát.
- február 9. – Hosszú harcok után az amerikaiak elfoglalják Guadalcanalt.
- február 11. – A Szovjetunió ismét elutasítja, hogy anyagi támogatást nyújtson Tito partizánjainak.[4]
- február 14.
  - Rommel sikeres támadása Afrikában, a Kasserine-hágónál.
  - Rosztov szovjet kézre kerül.
- február 16. – A szovjetek beveszik Harkovot.
- február 18. – Totális mozgósítást rendelnek el Németországban.
- február 19. – Német ellentámadás indul a szovjetek Déli Frontja ellen.
- február 27. – Angol kommandós akció a norvégiai Vermorkban lévő nehézvizet melléktermékként előállító műtrágyagyár ellen.

### Március
- március 2. – Az amerikaiak elsöprő győzelmet aratnak a japánok felett a Bismarck-szigeteknél.
- március 3. – Az 1. önálló csehszlovák ezred – szovjet területen – Szokolov városánál átesik a tűzkeresztségen.[5]
- március 8. – A szlovák katolikus püspökök pásztorlevélben tiltakoznak a zsidók üldözése ellen.
- március 9. – Rommel betegszabadságra megy, utóda von Arnim vezérőrnagy.
- március 10. – A minisztertanács elutasítja a német kérelmet újabb magyar csapatok küldésére.
- március 16.
  - A szövetségesek támadásba lendülnek a Mareth-vonalon, Észak–Afrikában.
  - A németek visszafoglalják Harkovot.
- március 22. – Winston Churchill elfogadja a javaslatot, hogy Jugoszlávia Népfelszabadító Antifasiszta Tanácsához (AVNOJ) is küldjenek megbízottakat.[4]
- március 29. – Varga Józseftől az Iparügyi Minisztérium irányítását Bornemissza Géza veszi át, míg a kereskedelem- és közlekedésügyi miniszteri feladatokat a továbbiakban Zsindely Ferenc látja el.

### Április
- április 2–4. – Kállay Miklós magyar miniszterelnök hivatalos látogatást tesz Rómában és a Vatikánban.
- április 5. – A németek a prágai börtönben elkezdik a bebörtönzött cseh hazafiak kivégzését. (1945. április 26-ig 1 075 személyt végeznek ki.)[6]
- április 13. – A Szmolenszk melletti Katyń közelében található erdőben a német katonák tömegsírokat fedeznek fel, bennük több mint 4 ezer lengyel tiszt holttestével. (Az áldozatok 1939 szeptemberében Kelet-Lengyelországban estek szovjet hadifogságba, s kivégzésükig a kocelski táborban tartották fogva őket. A Szovjetunió a németeket vádolja a barbár tettel.)[2]
- április 17–18. – Horthy Miklós kormányzó Hitlernél.
- április 19. – A varsói gettófelkelés első napja.[7] (A gettólázadást május 16-án verik le.)
- április 25. – A Szovjetunió megszakítja diplomáciai kapcsolatait a londoni lengyel emigrációs kormánnyal, mivel a kormány a katyńi ügy nemzetközi kivizsgálását követeli.[2]
- április 30.
  - Japánban totális mozgósítást rendelnek el.
  - A német hatóságok minden német zsidót megfosztanak állampolgárságuktól. (Az állami önkénynek kiszolgáltatottak minden megmaradt vagyona az államra szállt.)[8]

### Május
- május 6. – Dánia megszünteti a Dán Szabadcsapatok nevű katonai alakulatot, amely a Wehrmacht oldalán harcolt a Szovjetunióban.
- május 7.
  - Az angol-amerikai csapatok elfoglalják Tuniszt és Bizertát.
  - Czapik Gyula korábbi veszprémi püspök kerül az egri érseki székbe. (Székébe június 30-án iktatják be.)
- május 8. – A Szovjetunióban megalakul a Lengyel Hazafiak Szövetsége.[2]
- május 13. – Tunéziában megadja magát a Hans-Jürgen von Arnim tábornok vezette német 5. páncéloshadsereg – amelyet azért hoztak létre, hogy a szövetségesek várható észak-afrikai partra szállását megakadályozza.
- május 14. – A III. internacionálé feloszlik.[9]
- május 16. – A varsói gettó felkelésének leverése. (Megtorlásul a német egységek módszeresen „felszámolják a lázadókat”, azaz elpusztítják a gettó túlélő lakóit, a sok ezer halott pontos száma ma sem ismert.)
- május 19. – Berlint „zsidómentesnek” nyilvánítják.[7]
- május 22. – Karl Dönitz tengernagy felfüggeszti az észak-atlanti őrjáratokat.
- május 23–29. – A britek tömeges légitámadást hajtanak végre Dortmund ellen.
- május 29. – A Wuppertal elleni légitámadásban 2450 ember veszti életét.

### Június
- június 1–11. – A szakadatlan légi és haditengerészeti bombázás alá vett Pantelleria-sziget 11-én megadja magát a szövetségeseknek.
- június 10. – A szövetségesek elindítják a Pointblank hadműveletet.
- június 12. – Távozik a Honvédelmi Minisztérium éléről nagybaconi Nagy Vilmos miniszter, s a tárca vezetését a továbbiakban Csatay Lajos látja el.
- június 20–24. – A szövetségesek megindítják az első „ingabombázást”.

### Július
- július 4. – Władysław Sikorski, a londoni emigráns lengyel kormány elnöke máig tisztázatlan okok miatt repülőgép-szerencsétlenség áldozata lesz Gibraltár közelében.[2]
- július 5. – A kurszki csata kezdete.[9]
- július 9–10. – Az angol és amerikai csapatok partra szállnak Szicíliában.[10]
- július 11. – Barcza György – volt londoni követ – Bernben hivatalosan találkozik Allen Welsh Dulles amerikai megbízottal.
- július 12. – A prohorovkai páncélosütközet, a kurszki csata tetőpontja
- július 13. – Sikorski halála után Stanisław Mikołajczyk alakít új emigráns lengyel kormányt.[2]
- július 19. – Mussolini katonai segítséget kér Hitlertől Feltrében.
- július 22. – A szövetségesek kezére kerül Palermo.
- július 24.
  - A Fasiszta Nagytanács nem szavazza meg a bizalmat Mussolininak.
  - A Külügyminisztérium élére Ghyczy Jenő kerül.
- július 25.
  - III. Viktor Emánuel olasz király felmenti hivatalából Mussolini kormányát, és a Ducét letartóztatják.[10][11]
  - Megalakul a Badoglio-kormány.
- július 28. – Az olasz király feloszlatja a Nemzeti Fasiszta Pártot és a fasiszta szervezeteket.
- július 28. – Az angolszász hatalmak bombázótámadása Hamburg ellen. (Súlyosan megrongálódik a Szent Miklós-templom.)
- július 31. – Bajcsy-Zsilinszky Endre memorandumot nyújt át Kállay Miklósnak, követelve a kormány irányváltoztatását, a háborúból való kilépés módozatainak kimunkálását.

### Augusztus
- augusztus 1.
  - A japánok kikiáltják Burma függetlenségét.
  - A Tidal Wave (Árhullám) hadművelet kezdete, melynek keretében a szövetségesek nagyszabású légitámadást indítanak a Ploiești környékén fekvő olajmezők és finomítók ellen.[12]
- augusztus 3. – Szovjet ellentámadás indul a voronyezsi és a Sztyeppei Fronton, a középső frontszakaszon azonban nincs erejük támadni.
- augusztus 5.
  - Kállay Miklós miniszterelnök tárgyalásokba kezd a Kisgazdapárt, a Demokrata Párt és az SZDP vezetőivel, akikkel megegyezik a hintapolitika folytatásában.
  - A szovjetek visszafoglalják Orjolt és Belgorodot.
  - A németek kivonulnak Harkovból.
  - Az angolok beveszik Cataniát.
- augusztus 13. – A szövetséges hadvezetés első alkalommal indít légitámadást Bécsújhely ellen. (Október 1-jén és november 2-án megismétlik a bombázást.)[12]
- augusztus 17. – Szicília egésze a szövetségesek kezére kerül, az olaszok felszabadítóként ünneplik az amerikaiakat.
- augusztus 19. – Veress László külügyminisztériumi tisztviselő Kállay Miklós miniszterelnök megbízásából Isztambulban közli az angolokkal, hogy elfogadják a feltétel nélküli megadás elvét és készek együttműködni.
- augusztus 23.
  - A német seregek kivonásával ér véget a kurszki csata.[9]
  - Apor Vilmos védnöksége alatt, a győri püspöki palotában megalakul a Katolikus Szociális Népmozgalom (KSzN), a KDNP elődszervezete.
- augusztus 24. – A német Birodalmi Belügyminisztérium vezetését Heinrich Himmler veszi át.

### Szeptember
- szeptember 1. – Megérkezik az első külföldi segélyszállítmány – angolszász részről – a jugoszláv partizánokhoz. (Fegyverzetük jelentősen feljavul, az év végére 300 ezer fős szervezett seregük van, s az ország mintegy felét ellenőrzik.)[4]
- szeptember 3.
  - Az Olasz Királyság képviselői fegyverszüneti megállapodást írnak alá az Amerikai Egyesült Államok, valamint Nagy-Britannia kormányait képviselő Dwight D. Eisenhowerrel, a szövetséges erők főparancsnokával. (A fegyverszüneti feltételeket szeptember 8-án hozták nyilvánosságra.)[10]
  - A britek partra szállnak Calabriában.
- szeptember 8. – A Donyec-medence egésze a szovjetek kezére kerül.
- szeptember 9.
  - A Badoglio-kormány kapitulálására válaszul a német csapatok megszállják Észak- és Közép-Olaszországot.
  - Felkelés tör ki Korzikán a német megszállókkal szemben.
  - Amerikai partraszállás Salernonál.
- szeptember 10. – A németek megszállják Rómát.
- szeptember 11. – A Szociáldemokrata Párt és a Független Kisgazdapárt közös nyilatkozata a háború folytatása ellen.
- szeptember 12. – Német ejtőernyősök – Otto Skorzeny parancsnoksága alatt – kiszabadítják fogságából Benito Mussolinit.
- szeptember 14. – Lisszabonban az Egyesült Államok katonai attaséja tárgyal Hollán Sándor követségi tanácsossal a magyar kiugrással kapcsolatban.
- szeptember 17. – A szovjetek beveszik Brjanszkot.
- szeptember 18.
  - A szövetségesek megszállják Szardíniát.
  - Megalakul a Salói olasz fasiszta köztársaság.
- szeptember 20. – Bari a szövetségesek kezére kerül.
- szeptember 25. – Szovjet kézre kerül Szmolenszk, s a Vörös Hadsereg több helyen elérik a Dnyepert.
- szeptember 27. – Antifasiszta felkelés kezdődik Nápolyban.
- szeptember 29. – Az Olasz Királyság és a szövetségesek képviselői Máltán egy újabb, kapitulációs okmányt ínak alá.[10]
- szeptember 30. – A német vezérkar befejezi Magyarország katonai megszállásának tervét, mely a Margarethe fedőnevet kapja.

### Október
- október 1. – Az angol-amerikai csapatok bevonulnak Nápolyba.
- október 4. – A szövetségesek elfoglalják Korzikát.
- október 6. – Kijev felszabadul a német megszállás alól, az év végére pedig egész Kelet-Ukrajnából kiszorítják a németeket.[13]
- október 7. – A Vörös Hadsereg megkezdi az átkelést a Dnyeperen.
- október 10.
  - Spanyolországban hivatalos határozat születik a Kék Hadosztály hazarendeléséről az orosz frontról
  - A magyar kormány elfogadja a nyugati szövetségesek előzetes fegyverszüneti feltételeit.[14]
- október 13. – Olaszország hadat üzen Németországnak.[10]
- október 14. – Lengyelországban csaknem 300 fogolynak sikerül megszöknie a sobibóri megsemmisítő táborból az ottani felkelés nyomán.
- október 30. – A krími fronton közel háromezer szlovák katona áll át a szovjet oldalra. (Belőlük hozzák létre a 2. csehszlovák ejtőernyősbrigádot.)[6]

### November
- november 1. – A Wehrmacht Főparancsnoksága (OKW) kiadja irányelveit Magyarország megszállásának előkészítésére.
- november 2. – A szövetségi hatalmak egyesített politikájának értelmében az USA vezérkari főnökei utasítást adnak Magyarország és Románia kiugrasztására a háborúból „tekintet nélkül a következményekre”.
- november 5. – Amerikai 3. légicsoport támadása Rabaulban a japán flotta ellen.
- november 9. – A Brindisiben aláírt – olasz fegyverszüneti dokumentumra vonatkozó – kiegészítő jegyzőkönyvben a későbbi győztes hatalmak Olaszországot a „szövetségesek oldalán hadat viselő félnek” ismerik el.[10]
- november 12. – Kállay Miklós miniszterelnök a költségvetési vita során külpolitikai expozéjában kifejti, hogy a háború a nagyhatalmak ügye, és a magyar kormány nem támad, de megvédi az ország határait, illetve fenntartja a belső rendet.
- november 16. – A torinói sztrájkkal hatalmas sztrájkhullám veszi kezdetét a német megszállás ellen Észak-Olaszországban.
- november 20. – Amerikai partraszállás a Gilbert-szigeteken.
- november 22.
  - Libanon függetlenné válik Franciaországtól.
  - A kairói találkozón Franklin Delano Roosevelt amerikai elnök, Winston Churchill angol miniszterelnök és Csang Kaj-sek kínai párt és állami vezető megtárgyalja a Japán elleni háború kérdéseit.[15]
- november 23. – A Lengyel Munkáspárt első titkárává Władysław Gomułkát választják.[16]
- november 28.
  - Maglódi Wodianer Andor lisszaboni magyar követ kézhez kapja a Kállay-kormány restaurációra vonatkozó irányvonalát, melyet az angolszászoknak kell átadnia. A „három nagy” Teheránban

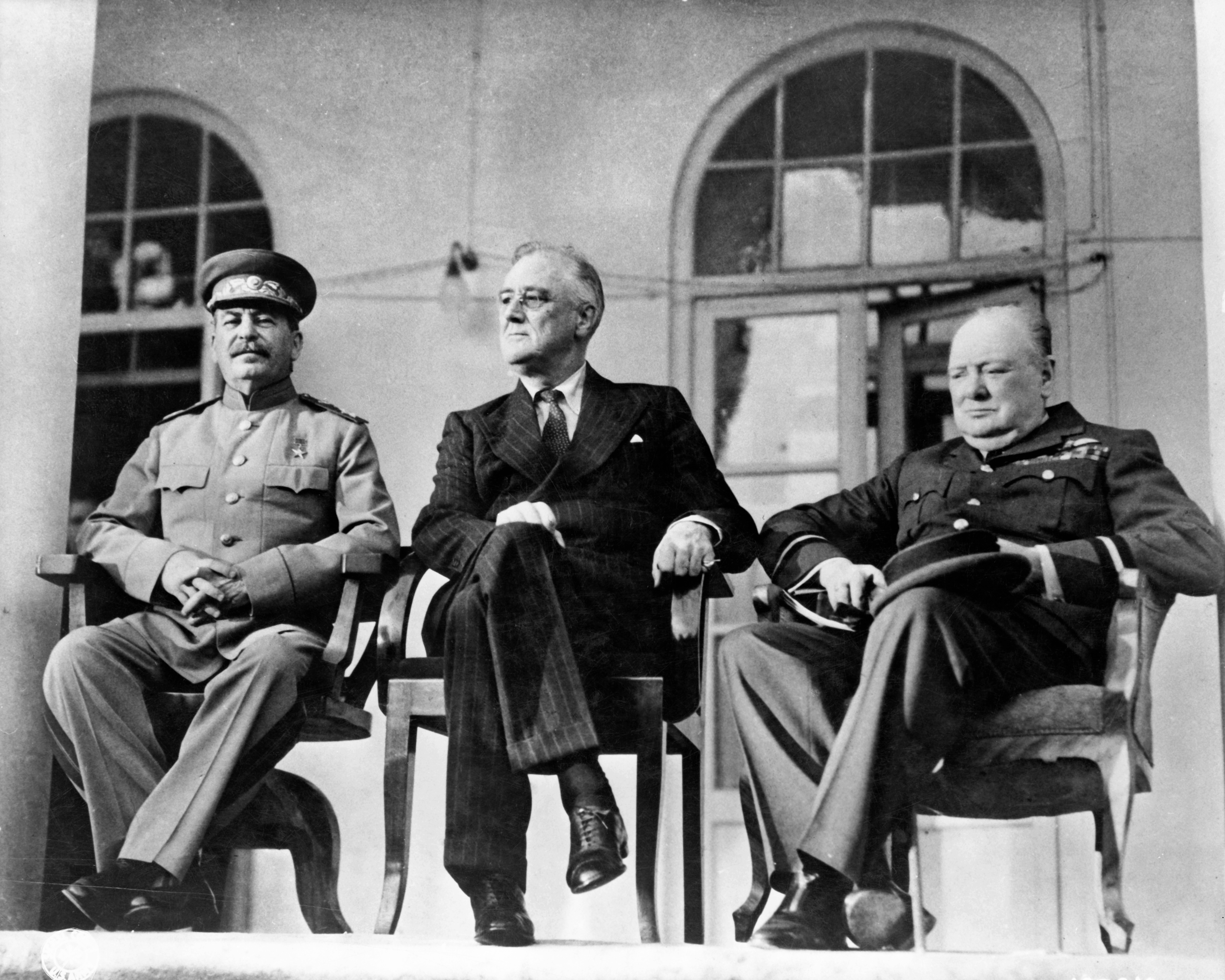
A „három nagy” Teheránban

  - A teheráni konferencia nyitónapja, amin Roosevelt amerikai elnök, Churchill brit miniszterelnök és Sztálin szovjet vezető vesz részt.[17]
- november 29. – Jugoszláviában megalakul az ideiglenes nemzeti kormány.
- november 29–30. – Az AVNOJ II., „államalapító” ülésszaka. (Átalakul törvényhozó testületté, ideiglenes kormányt hoz létre Tito vezetésével, nem ismeri el az emigráns kormányt. Kimondja, hogy Jugoszlávia új berendezkedése föderalista lesz.)[4]

### December
- december 1. – A teheráni konferencia zárónapja.[17]
- december 7. – Dwight David Eisenhowert kinevezik a szövetséges partraszálló csapatok főparancsnokává.
- december 12. – Edvard Beneš Moszkvában a szovjetekkel csehszlovák–szovjet katonai és politikai együttműködési, barátsági és kölcsönös segítségnyújtási szerződést ír alá.[6]
- december 15. – A Szovjetunió megszakítja kapcsolatait a londoni emigráns jugoszláv kormánnyal, s elismeri Tito kormányát.[4]
- december 18. – Ifjabb Horthy Miklós a volt washingtoni követően keresztül levelet juttat el Bernbe a kapitulációról.
- december 20. – Charlie Brown–Franz Stigler-incidens
- december 24. – Megalakul a Szlovák Nemzeti Tanács, mint a szlovákiai antifasiszta ellenállás központi szervezete.[6]
- december 31. – Szovjet csapatok elfoglalják Zsitomirt.

### Határozatlan dátumú események
- január–március – Tárgyalások a Lengyel Munkáspárt és az emigrációs kormány lengyelországi képviseletének tagjai között, amelyek az emigrációs kormány egyik képviselőjének (Piekalkiewicz) letartóztatása miatt megszakadnak.[2]
- március – Szegedy-Maszák Aladár, a Külügyminisztérium tisztviselője Stockholmban az angolokkal tárgyal a békekötésről.
- április – Szakadás következik be a Lengyel Szocialista Pártban, amikor a „Baloldal” elválik a „Szabadság, Egyenlőség, Függetlenség” frakciótól, s létrehozza a Lengyel Szocialisták Munkáspártját.[2]
- május – Szlovákia területén kialakulnak az első partizáncsoportok.[6]
- nyáron – Csehországban létrejönnek az első partizáncsoportok.[6]
- augusztus–szeptember – A jugoszláv partizánhadsereg az olasz kapituláció idején a jugoszláv területen lévő 15 olasz hadosztályból 11-et lefegyverez.[4]
- november – A Lengyel Munkáspárt közzéteszi Miért harcolunk mi? című programnyilatkozatát, melyben a nagyipar államosítását és a demokratikus földreformot követeli. (Elismeri, hogy a lengyel államot az emigráns kormány képviselje.)[2]

## Az év témái

### 1943 az irodalomban
- augusztus 23–29. – A szárszói találkozó.
- Illyés Gyula: Válogatott versek
- Radnóti Miklós: Negyedik ecloga – vers[18]
- Weöres Sándor: Bolond Istók – elbeszélő költemény
- Pilinszky János: Gyász – vers
- Nagy István: Oltyánok unokái – regény
- Kodolányi János: Zárt tárgyalás – esszé
- Veres Péter: Parasztsors magyar sors – tanulmánykötet
- Remenyik Zsigmond: Az atyai ház – színmű
- Howard Fast: Tom Paine polgártárs (Citizen Tom Paine) – regény
- William Saroyan: Az emberi színjáték (The Human Comedy) – regény
- Thomas Mann: József és testvérei című tetralógia IV. kötete
- Hermann Hesse: Az üveggyöngyjáték (Das Glasperlenspiel) – regény
- Franz Werfel: A meg nem születettek csillaga (Stern der Ungeborenen) – úti-regény, megjelent 1945-ben
- Bodo Uhse: Bertram hadnagy (Leutnant Bertram) – regény, megjelent 1944-ben
- Antoine de Saint-Exupéry: A kis herceg (le Petit Prince) – meseregény
- Louis Aragon: Az omnibusz utasai (Les Voyageurs de l'impériale) – regény, a Való világ regényciklus darabja
- Elsa Triolet: Az avignoni szerelmesek (Les amants d'Avignon) – regény
- Jean-Paul Sartre: A legyek (Les Mouches) – színmű, premier
- Jean-Paul Sartre: A Lét és a Semmi (L'Être et le Néant) – egzisztencialista filozófiai mű
- António Alves Redol: Földbérlet (Fanga) – regény
- Erico Verissimo: A többi néma csend (O resto é silêncio) – regény
- Borisz Gorbatov: Az apák ifjúsága (Junoszty otcov) – regény
- Jevgenyij Lvovics Svarc: A sárkány (Drakon) – színmű

### 1943 a sportban
- A Csepeli Weisz-Manfréd FK megvédi NB1-es bajnoki címét. Ez a klub második bajnoki elsősége.

### 1943 a tudományban
- június 10. Biró László szabadalmaztatja a golyóstollat.

## Születések
- január 2. – Edward Klosinski, lengyel operatőr († 2008)
- január 6. – Marton László Kossuth-díjas magyar rendező, színigazgató († 2019)
- január 15. – Jordán Tamás, Kossuth-díjas magyar színész, rendező, színházigazgató, a nemzet színésze
- január 19. – Janis Joplin, amerikai énekesnő († 1970)
- január 22. – Cseh Tamás, Kossuth-díjas magyar zeneszerző, énekes, előadóművész († 2009)
- január 26. – Esztergályos Cecília, Kossuth-díjas magyar színésznő, érdemes és kiváló művész
- február 4. – Wanda Rutkiewicz lengyel hegymászó († 1992)
- február 5. – Michael Mann, amerikai filmrendező, forgatókönyvíró, producer
- február 5. – Moór Marianna, Kossuth-díjas magyar színésznő, érdemes és kiváló művész
- február 9. – Kránitz Lajos, Jászai Mari-díjas magyar színész († 2005)
- február 9. – Joe Pesci amerikai színész
- február 10. – Kertész Péter Jászai Mari-díjas magyar színész
- február 15. – Oravecz Imre, Kossuth-díjas magyar költő
- február 23. – Kozák András, Kossuth-díjas magyar színész, művészeti vezető († 2005)
- február 24. – George Harrison, brit zenész, énekes, a The Beatles tagja († 2001)
- február 24. – Bihari Mihály, politológus, az Alkotmánybíróság elnöke
- március 4. – Jeney Zoltán, magyar zeneszerző († 2019)
- március 5. – Balázs Péter, Kossuth-díjas magyar színművész
- március 9. – Robert James Fischer, amerikai sakkozó († 2008)
- március 11. – Lukáts Andor Kossuth-díjas magyar színész, rendező († 2025)
- március 13. – Árkossy István, magyar festőművész, grafikus
- március 15. – David Cronenberg, kanadai filmrendező
- március 19. – Kiss Benedek, Kossuth-díjas magyar költő, műfordító
- március 21. – Dunai Antal, olimpiai bajnok magyar labdarúgó
- március 27. – Solymos Tóni magyar énekes, gitáros
- március 29. – Eric Idle, angol színész, a Monty Python-csoport tagja
- március 29. – Vangelis Oscar-díjas görög zeneszerző  († 2022)
- április 5. – Brunner Győző magyar dobos, a Metro, Taurus és Korál együttesek tagja († 2021)
- április 9. – Szabó G. Zoltán irodalomtörténész, kritikus († 2018)
- április 14. – Fenyvesi Csaba, háromszoros olimpiai bajnok magyar párbajtőrvívó († 2015)
- április 24. – Gordon West, angol labdarúgó († 2012)
- április 26. – Bálint András, Kossuth-díjas magyar színész, rendező, színigazgató, érdemes művész
- április 27. – Fritz József, magyar matematikus, az MTA tagja
- április 27. – Vancsik Zoltán, magyar politikus († 2001)
- május 5. – Michael Palin, angol színész, a Monty Python-csoport tagja
- május 6. – Ralph W. Moss amerikai szakíró, író
- május 8. – Laux József magyar rock- és jazzdobos, az Omega és az LGT tagja († 2016)
- május 12. – Czipri Éva, magyar költő († 1974)
- május 13. – Juhász Jácint, Jászai Mari-díjas magyar színész († 1999)
- május 14. – Botár Endre, magyar színész
- május 14. – Demján Sándor, magyar üzletember, vállalkozó († 2018)
- május 16. – Grunwalsky Ferenc, magyar filmrendező, operatőr
- május 17. – Kóbor János, Kossuth-díjas magyar énekes, Omega tagja († 2021)
- május 22. – Betty Williams, Nobel béke-díjas északír politikus († 2020)
- május 23. – Hütter Csaba magyar agrármérnök, politikus, földművelésügyi miniszter
- június 1. – Beer Miklós, váci püspök
- június 11. – Oleg Boriszovics Vidov, orosz színész († 2017)
- június 12. – Benkő László, Kossuth-díjas magyar zenész, zeneszerző, billentyűs, Omega tagja  († 2020)
- június 23. – Madarász Csilla, magyar úszó, edző († 2021)
- július 3. – Kurtwood Smith, amerikai színész
- július 7. – Kígyós Sándor, magyar szobrász († 1984)
- július 7. – Toto Cutugno, olasz énekes, dalszerző († 2023)
- július 8. – Szakcsi Lakatos Béla, Kossuth-díjas magyar zongoraművész és zeneszerző, a nemzet művésze († 2022)
- július 25. – Janet Margolin, amerikai színésznő († 1993)
- július 26. – Mick Jagger, többszörös Grammy-díjas angol rockzenész, dalszerző, The Rolling Stones énekese
- augusztus 2. – Max Wright, amerikai színész († 2019)
- augusztus 3. – Bollobás Béla, matematikus
- augusztus 8. – Harangozó Teri, magyar énekesnő († 2015)
- augusztus 17. – Robert De Niro, amerikai színész, producer
- augusztus 30. – Adamis Anna, magyar költő, dalszövegíró, előadó
- szeptember 7. – Gloria Gaynor, amerikai énekesnő
- szeptember 8. – Frank Mária, magyar úszó, gyermekorvos († 1992)
- szeptember 15. – Erdélyi Éva, magyar úszó († 1978)
- szeptember 15. – Foltin Jolán, Kossuth-díjas magyar táncművész, koreográfus, a nemzet művésze († 2019)
- szeptember 16. – Márton András, Jászai Mari-díjas magyar színész, politikus
- szeptember 17. – Kis János, magyar filozófus, politikus
- szeptember 25. – Csomós Mari, Kossuth-díjas magyar színésznő, a nemzet színésze († 2023)
- szeptember 28. – Kerényi Imre, Kossuth-díjas magyar rendező, színigazgató († 2018)
- szeptember 28. – J. T. Walsh, amerikai színész († 1998)
- október 1. – Jean-Jacques Annaud, francia filmrendező
- október 7. – Szalai Csaba magyar költő, újságíró († 2005)
- október 8. – Tajti József, magyar labdarúgó, edző
- október 11. – John Nettles, angol színész, a Kisvárosi gyilkosságok főszereplője
- október 22. – Catherine Deneuve, francia színésznő
- november 1. – Salvatore Adamo, francia nyelvű belga énekes
- november 5. – Sam Shepard, amerikai színész, forgatókönyvíró, író, filmrendező († 2017)
- november 17. – Lauren Hutton, amerikai színésznő
- november 18. – Káldi Nóra, Jászai Mari-díjas magyar színművésznő († 1993)
- november 19. – Király László, József Attila-díjas erdélyi magyar író, költő
- november 19. – Vajda László, Jászai Mari-díjas magyar színművész († 1995)
- november 20. – Ferencz Zsuzsanna, kolozsvári születésű magyar író, újságíró, műfordító († 2010)
- november 21. – Barótfi István gépészmérnök, egyetemi tanár
- november 30. – Terrence Malick, amerikai filmrendező
- december 8. – Jim Morrison, amerikai énekes, költő († 1971)
- december 12. – Rajhona Ádám, Jászai Mari-díjas magyar színész, érdemes művész († 2016)
- december 15. – Hesz Mihály, olimpiai bajnok magyar kajakozó
- december 16. – Koltai Róbert, Jászai Mari-díjas magyar színész, érdemes művész
- december 17. – Márfi Gyula, veszprémi érsek
- december 18. – Keith Richards, angol gitáros, zeneszerző, énekes, The Rolling Stones tagja
- december 22. – Petri György, Kossuth-díjas magyar költő, műfordító († 2000)
- december 24. – Tarja Halonen, Finnország elnöke
- december 24. – Claude Brosset, francia színész († 2007)
- december 30. – Zsámbéki Gábor, Kossuth-díjas magyar rendező, színházigazgató

## Halálozások
- január 1. – Rejtő Jenő író (* 1905)
- január 3. – Ferenczy Tibor magyar rendőrtiszt, országgyűlési képviselő (* 1881)
- január 7. – Nikola Tesla szerb származású elektromérnök, fizikus (* 1856)
- január 14. – Lévay Sándor hadnagy, a komáromi 6. tábori tüzérezred 1. ütegének parancsnoka (* 1919 ?)
- január 19. – Csukás Kálmán vezérkari alezredes, a 2. repülődandár vezérkari főnöke (* 1901)
- január 21. – Bálint György magyar író, műfordító (* 1906)
- január 22. – Peidl Gyula politikus (* 1873)
- február 8. – Mokcsay Dezső magyar katonatiszt, országgyűlési képviselő (* 1886)
- február 23. – Theodor Eicke német katona, a Totenkopf SS hadosztály megszervezője (* 1892)
- február 27. – Salamon Ernő költő (* 1912)
- március 4. – Ita Wegman holland orvosnő (* 1876)
- március 28. – Szergej Rahmanyinov orosz zeneszerző, zongoraművész és karmester (* 1873)
- április 18. – Jamamoto Iszoroku japán tengernagy, a második világháborúban az összevont japán flotta vezetője (* 1884)
- április 24. – Fehér Gyula magyar római katolikus pap, pápai prelátus, esztergomi nagyprépost, felsőházi tag (* 1858)
- május 8. – Borsos István amerikai magyar református lelkész, misszionárius (* 1872)
- május 31. – Sztojka Sándor görögkatolikus püspök (* 1890)
- június 1. – Bárczy István Budapest polgármestere, majd egy rövid ideig főpolgármestere (* 1866)
- június 26. – Karl Landsteiner osztrák biológus és orvos (* 1868)
- október 9. – Pieter Zeeman holland fizikus aki 1902-ben megosztott fizikai Nobel-díjat kapott Hendrik Lorentz-cel, amiért felfedezte a róla elnevezett Zeeman-hatást (* 1865)
- október 12. – Papp Ferenc irodalomtörténész, az MTA tagja (* 1871)
- október 12. – Max Wertheimer cseh pszichológus, a pszichológia alaklélektani irányának egyik megalapítója (* 1880)
- október 31. – Max Reinhardt osztrák színházi rendező (* 1873)
- november 6. – Fest Aladár gimnáziumi tanár, igazgató, pedagógiai szakíró, tankerületi főigazgató, királyi tanácsos (* 1855)
- november 12. – Werkner Lajos kétszeres olimpiai bajnok vívó (* 1883)
- november 16. – Ján Nálepka szlovák katona, a Szovjetunióban szervezett szlovák partizánegység parancsnoka és az egyetlen szlovák katona, aki a Szovjetunió hőse címet viselte (* 1912)
- december 14. – John Harvey Kellogg amerikai orvos (* 1852)
- december 27. – Keményfy (Hartmann) János irodalomtörténész, kritikus, az MTA tagja, jeles Petőfi-kutató (* 1875)

## Nobel-díjasok
- A Nobel-díjat a svéd Alfred Nobel alapította, 1901 óta adják át, melyet a Svéd Királyi Tudományos Akadémia ítél oda a tudomány, az irodalom és humanitárius területen kimagasló eredményt elért magánszemélyeknek, illetve intézményeknek.

| Fizikai            | Otto Stern                        |
| Kémiai             | Hevesy György                     |
| Orvosi-fiziológiai | Henrik Dam, Edward Adelbert Doisy |
| Irodalmi           | nem adták ki                      |
| Béke               | nem adták ki                      |